# Stenofilix rostrata
Stenofilix rostrata là một loài dương xỉ trong họ Polypodiaceae. Loài này được Hook. Nakai mô tả khoa học đầu tiên năm 1943.